# Liste der Bodendenkmäler im Ennepe-Ruhr-Kreis

Ennepe-Ruhr-Kreis

Die Liste der Bodendenkmäler im Ennepe-Ruhr-Kreis nennt die Listen für Bodendenkmale im Ennepe-Ruhr-Kreis.
- Liste der Bodendenkmäler in Breckerfeld
- Liste der Bodendenkmäler in Ennepetal
- Liste der Bodendenkmäler in Gevelsberg
- Liste der Bodendenkmäler in Hattingen
- Liste der Bodendenkmäler in Herdecke
- Liste der Bodendenkmäler in Schwelm
- Liste der Bodendenkmäler in Sprockhövel
- Liste der Bodendenkmäler in Wetter (Ruhr)
- Liste der Bodendenkmäler in Witten